# Ferdinand Foch
« Foch » redirige ici. Pour les autres significations, voir Foch (homonymie).
Ferdinand Foch, né le 2 octobre 1851 à Tarbes (Hautes-Pyrénées) et mort le 20 mars 1929 à Paris (Seine), est un militaire de carrière devenu général de division, élevé à la dignité de maréchal de France, et il a également été nommé maréchal du Royaume-Uni, de Pologne et membre de l’Académie française. Formé à l’École polytechnique puis à l’École de l'artillerie, il s'illustre comme généralissime des Forces alliées sur le front de l'Ouest durant la Première Guerre mondiale en 1918.
Officier d’artillerie, il commande pour la première fois des troupes au combat durant la Première Guerre mondiale. Entre 1914 et 1916, il est à la tête du 20e corps d’armée, puis d'une armée et enfin d'un groupe d’armées. Il participe à des batailles défensives, dont la première bataille d'Ypres fin 1914, et des batailles offensives, la bataille de Morhange en août 1914, la 2e et la 3e bataille de l'Artois en 1915 puis la bataille de la Somme en 1916. Après avoir été temporairement relevé de son commandement en 1916, il revient au premier plan le 16 mai 1917 lorsqu'il est nommé chef d’état-major général de l'armée, où il joue un rôle crucial dans la coordination des efforts militaires français.
Au cours des derniers mois qui précèdent la victoire, le 26 mars 1918, il est nommé commandant en chef des forces alliées sur le front de l'Ouest avec le titre de généralissime. Bénéficiant de la supériorité numérique alliée, il déclenche l'offensive finale qui conduit à la défaite de l'armée allemande et à la fin du conflit.
Élevé à la dignité de maréchal de France en août 1918, il est élevé à celles de maréchal du Royaume-Uni en 1919 et de Pologne en 1923.

## Biographie

### Jeunesse

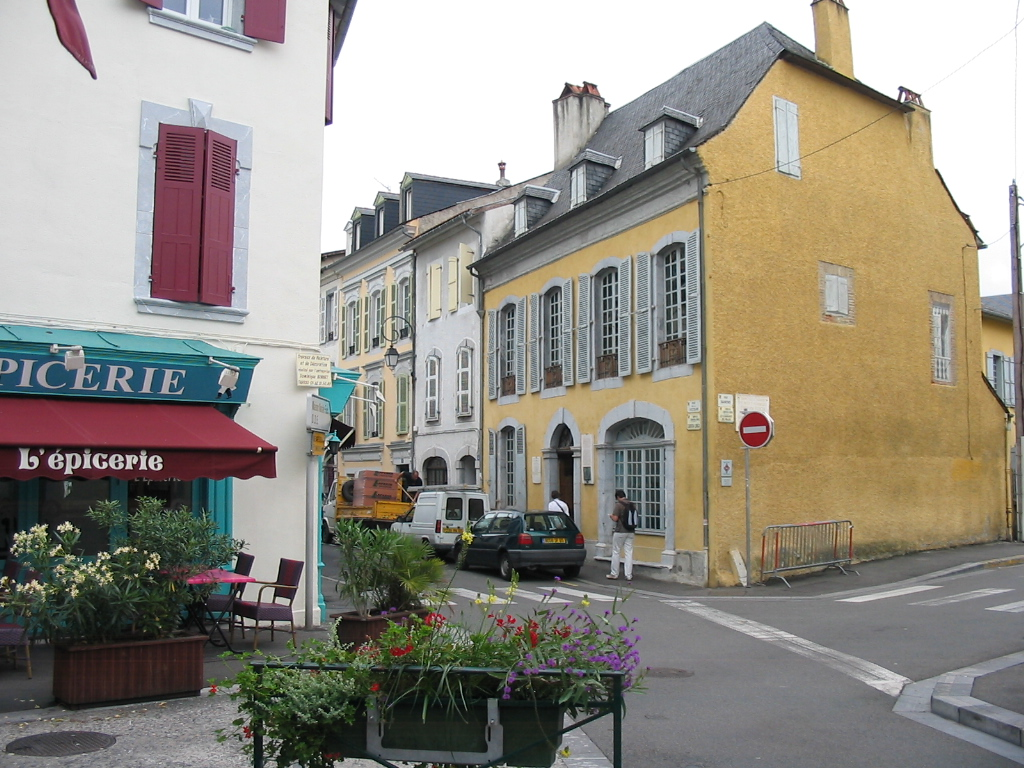
Maison natale à Tarbes.

Ferdinand Jean Marie Foch naît dans une famille bourgeoise catholique à Tarbes. Ferdinand est le sixième des sept enfants de Bertrand Jules Napoléon Foch (1803-1880) et de Marie Sophie Jacqueline Dupré (1812-1883).
Son père est percepteur originaire du Comminges (Gascogne).
Quant à sa mère, elle est la fille de Jacques-Romain Dupré (Loriol, 1771 - Argelès-de-Bigorre, 26 janvier 1852), retraité capitaine, chevalier de la Légion d'honneur (25 prairial an XII), chevalier de l'Empire, et de Marie-Anne Ducot. Sophie a un frère, le chevalier Germain Dupré (10 janvier 1811, Argelès-de-Bigorre - 11 décembre 1893, Montpellier), médecin et sénateur.
Au gré des affectations administratives de son père, il effectue sa scolarité à Tarbes, Gourdan-Polignan (en 1866 - 1867 au Petit séminaire de Polignan),, Rodez puis Lyon. Il fréquente les collèges jésuites de Saint-Michel à Saint-Étienne et Saint-Clément de Metz. Il est évacué de ce dernier établissement pendant la guerre de 1870, le collège étant occupé par un bataillon de Poméraniens. Il s'engage au 4e régiment d'infanterie qui ne combat pas. Après la guerre, il passe les concours d’entrée aux grandes écoles scientifiques à Nancy et, en novembre 1871, intègre l'École polytechnique. À sa sortie de Polytechnique, il choisit l'École d'application de l'artillerie et du génie dont il sort en 1873 comme officier d'artillerie. Il est affecté comme lieutenant au 24e régiment d'artillerie à Tarbes. En 1876, il suit au sein de l'École de cavalerie de Saumur le stage des officiers d'artillerie montée. Le 30 septembre 1878, il devient capitaine. Il arrive à Paris le 24 septembre 1879 comme adjoint au service du personnel du dépôt central de l'artillerie.
Le 5 novembre 1883 à Saint-Brieuc, Foch épouse Julie Bienvenüe, une petite-cousine de Fulgence Bienvenüe, qui dirigera la construction du métro parisien.

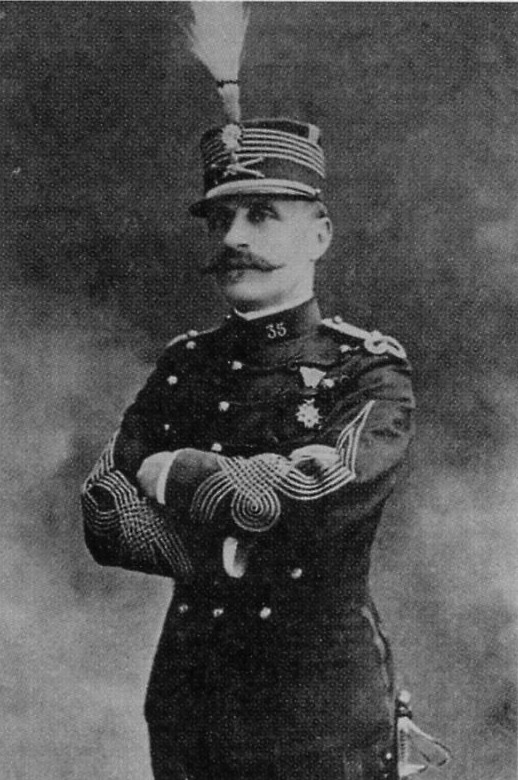
Foch en uniforme de colonel du d'artillerie.

Il entre à l'École supérieure militaire comme élève en 1885, faisant ainsi partie de la 11e promotion. Au terme de ses deux années d'enseignement, il effectue un stage de trois mois au sein de l'État-Major de l'Armée de terre, puis est affecté, toujours en tant que stagiaire, au 16e corps d'armée pendant trois ans, jusqu'en 1890. Après avoir été affecté au 3e bureau de l'État-Major, il devient ensuite professeur adjoint à l'École supérieure militaire entre 1895 et 1901,,. Il y est professeur d'histoire militaire, de stratégie et tactique générale, et devient l'un des théoriciens français de l'offensive. Il se fait connaître par ses analyses critiques de la guerre franco-allemande de 1870 et des guerres napoléoniennes. Il poursuit son ascension dans l'armée : promu lieutenant-colonel en 1898, il est nommé colonel en 1903, chef de corps du 35e régiment d'artillerie à Vannes, puis général de brigade (1907).
Nommé par Georges Clemenceau à la tête de l'École de guerre en octobre 1908 grâce à l'intervention du commandant Mordacq, il y reste jusqu'en août 1911. Il devient général de division cette même année ; puis en 1913, général commandant de corps d'armée, à la tête du 20e corps d'armée de Nancy.

### La société
Son dernier frère, Germain Foch (1854-1929) devient jésuite, ce qui freine sans doute la progression de Ferdinand Foch dans l'armée, le gouvernement républicain étant très anticlérical. Sa carrière se fait dans un contexte politique marquant : l'affaire Dreyfus, l'affaire des fiches, la loi de séparation des Églises et de l'État sont autant d'événements pouvant obscurcir l'avenir de Foch. « Le capitaine Foch du 10e RA est affilié à l'Union catholique. Son nom a été relevé au bureau central rue de Verneuil », dans l'affaire des fiches.
Si Georges Clemenceau moque ceux qu'il appelle « les généraux de jésuitières » (comme Castelnau), il empêche Foch, qu'il fait mander lors de la « Grande Guerre », d'interrompre sa messe quotidienne pour le rejoindre.[pas clair]
Foch a été l'ami de Gustave Doré chez qui il a croisé Sarah Bernhardt, Pierre Loti, Charles Gounod, Louis Majorelle et a participé à la vie parisienne intense de l'avant-guerre[réf. nécessaire].

### Foch et la Première Guerre mondiale

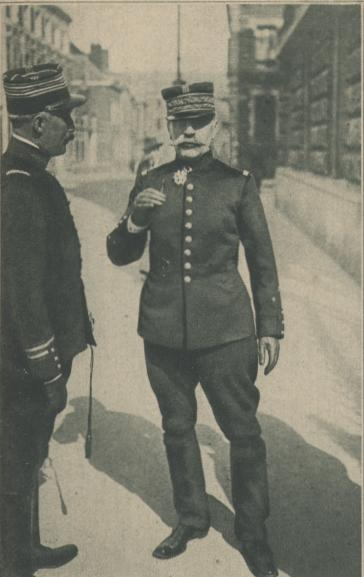
Général Foch en 1916.

Au début de la Grande Guerre, il commande le 20e corps d'armée de Nancy, appartenant à la IIe armée du général de Castelnau. À ce sujet coexistent deux analyses : (1) celle qui valorise Foch et son 20e corps d'armée et (2) celle qui est critique vis à vis du général Foch :
- L'analyse favorable à Foch : Le 14 août 1914, alors que se prépare la bataille de Lorraine, son corps avance vers la ligne Sarrebourg-Morhange, subissant de lourdes[évasif] pertes. Tenant toujours de l'offensive, il est surpris par l'ordre de retrait général prescrit, en milieu de matinée le 20 août, par le général de Castelnau[14], mais de violents feux d'artillerie lourde, la contre-attaque allemande, l'échec du 15e corps à sa droite, enfin l'ordre exprès de repli expédié au 20e corps, à 21 h 45, par le général de Castelnau[15] le contraignent à son tour à la retraite, ce qui coûte la vie à cinq mille hommes. Il empêche ensuite les Allemands de traverser la Meurthe puis parvient à bien gérer la situation en couvrant la retraite pour livrer la bataille du Grand-Couronné qui couvre Nancy.
- L'analyse critique à l'égard de Foch[16] : Déjà les 10 et 11 août 1914, Foch est directement impliqué dans le franchissement de la frontière et dans la première défaite française à Lagarde : 89 % de pertes pour les 2 336 soldats du Midi. Mais seul son subordonné (le général Lescot commandant la 2e DC) est limogé par le général de Castelnau qui confie alors sa 2e DC au général Espinasse commandant le 15e corps. Ensuite, le 14 août les troupes de Foch se contentent d'atteindre la ligne frontière avec 2 % de pertes seulement (505 hommes mis hors de combat). Et cela alors qu'à sa droite, les soldats du Midi de la 29e division du 15e corps remportent à Moncourt une meurtrière victoire au prix de 18 % de pertes (2 157 hommes mis hors de combat). Victoire sur l'infanterie allemande qui incite le commandement ennemi à replier ses troupes frontalières de vingt kilomètres en arrière jusqu'à sa ligne de défense Metz-Morhange-Nasse de Dieuze-Sarrebourg. Et c'est ainsi que le 19 août 1914, les troupes de Foch peuvent avancer facilement jusqu'à la ligne Oron-Chicourt-Marthille-Achain-Pévange-Conthil où ils sont brutalement arrêtés par un ennemi surpuissant.

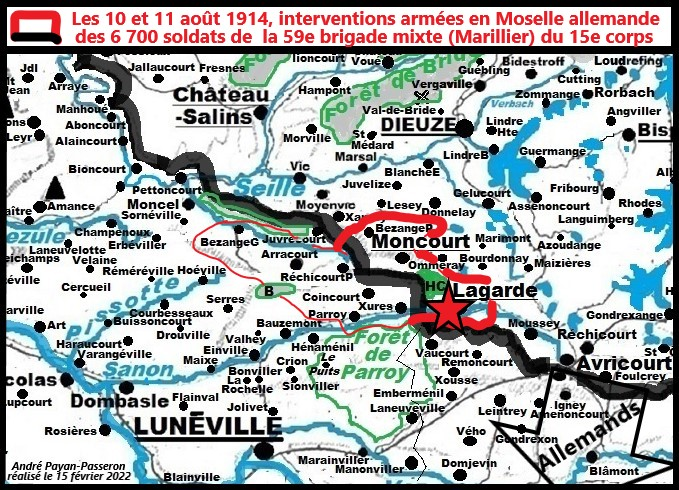
10 8- 1914- et 11 août 1914-, interventions françaises en Moselle allemande commandées par Foch et sa 2e DC.

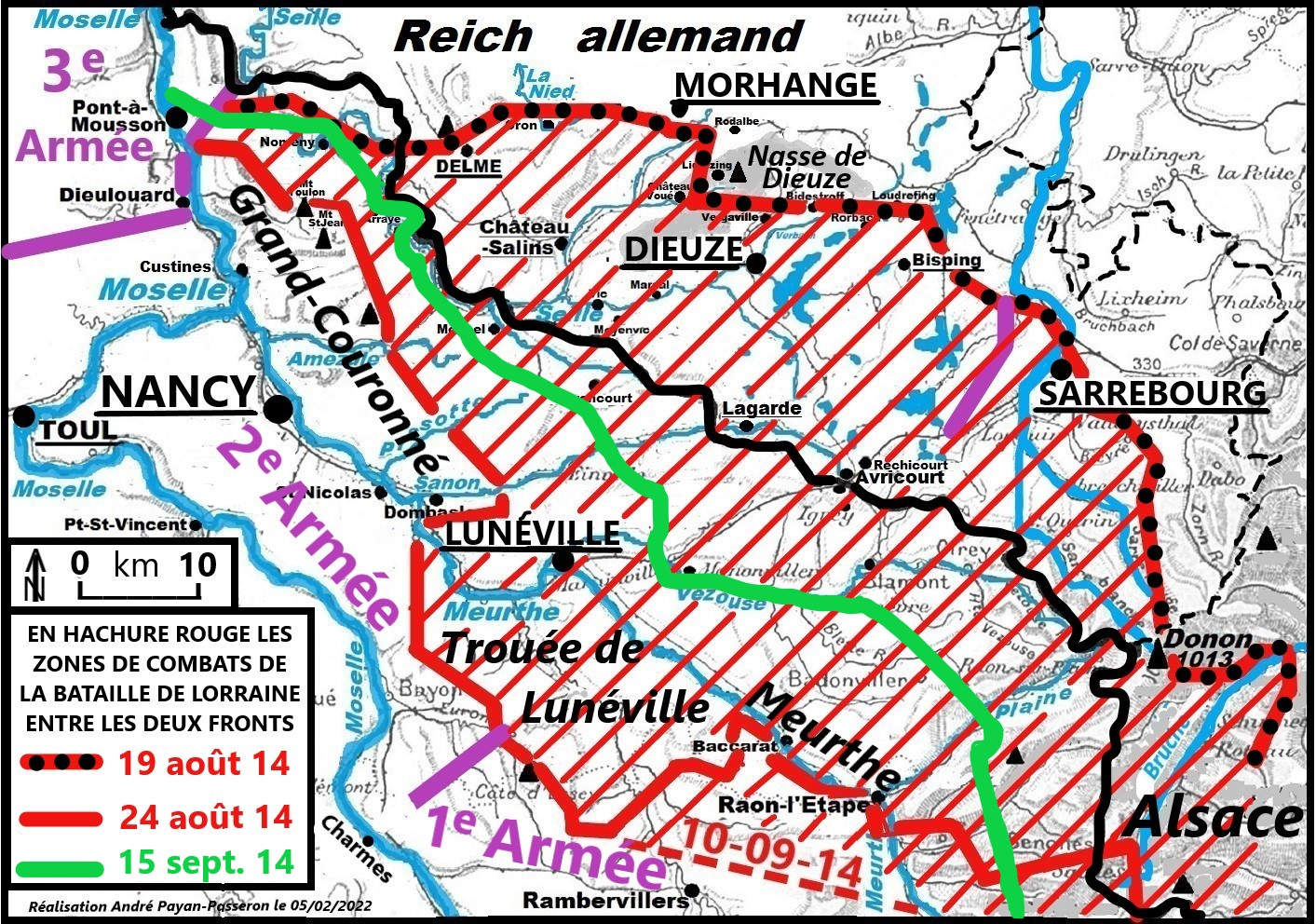
En rouge le front à trois compartiments du 24 août 1914- et, en vert, le front regagné au 15 septembre 1914.

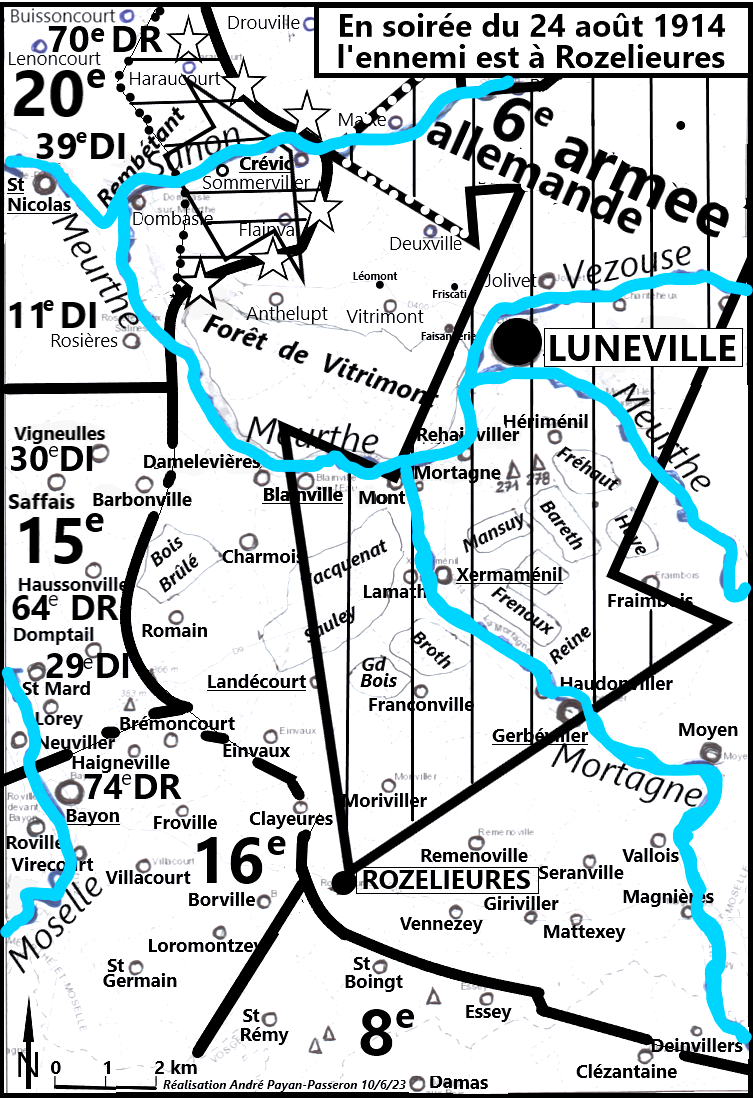
Le 24 août 1914 en soirée, la partie ouest de la nasse de Lunéville.

N'ayant jamais reçu les ordres de son supérieur (le général de Castelnau), Foch ordonne à toutes ses unités du 20e corps d'attaquer le 20 août au matin. Mal lui en prend car l'ennemi — malmené la veille par les troupes des 15e, 16e et 8e corps — a décidé de passer à la contre-offensive. La 39e division (d'acier) du 20e corps est décimée à l'ouest de Morhange et doit se replier dès 8 heures du matin en abandonnant 21 canons. Ses fantassins d'attaque enregistrent 41,3 % de pertes (5 898 hommes mis hors de combat sur 14 278) les 19 et 20 août. L'« attaque décisive » de Foch se transforme en une terrible défaite pour son 20e corps avec 9 572 fantassins mis hors de combat (34,8 % de pertes les 19 et 20 août). Défaite qu'il va nier et retraite obligée de ses troupes qu'il va imputer fallacieusement d'une part au général de Castelnau (qui organise ladite retraite sur une ligne de défense à deux compartiments : front fortifié du Grand-Couronné et nasse de Lunéville) et, d'autre part, aux soldats du Midi du 15e corps qui ont pourtant mieux résisté dans la nasse meurtrière de Dieuze avec 11 805 fantassins mis hors de combat soit 43 % de pertes. Comme les autres grandes unités de la 2e armée (groupe des trois DR, 15e et 16e corps), pourchassé par l'ennemi le 20e corps de Foch se replie dans son couloir pour occuper — non pas le front du Grand-Couronné défendu exclusivement par le groupe des DR — mais le secteur qui lui est assigné de part et d'autre de la rivière Sanon sur la corne nord-ouest de la nasse organisée par le général de Castelnau pour y piéger la 6e armée allemande. Nasse piégeuse au droit des 27 km de la trouée de Lunéville (au sens militaire du terme) entre Crévic-Flainval au nord-ouest et Bourupt-Baccarat sur la Meurthe au sud-est. Nasse dans laquelle — le 25 août — avec les soldats du Midi des 15e et 16e corps qui reprennent 70 km2, le général de Castelnau remporte trois grandes victoires (Rozelieures, Landécourt et Blainville) qui mettent fin à la contre-offensive de la 6e armée allemande. Les troupes de Foch se contentant ce jour-là de réoccuper le village d'Anthelupt qu'elles avaient dû abandonner à l'ennemi avec le secteur Haraucourt-Crévic-Flainval repris par elles la veille 24 août. Les 26-27-28 août, les troupes du général de Castelnau poursuivent leur progression dans la nasse mais celles du 20e corps de Foch sont incapables de franchir la rivière Vezouze et de s'emparer de Lunéville. Et c'est le 28 août que Foch est appelé à se rendre au Grand Quartier général du généralissime Joffre pour y être promu ; et il emmène avec lui le futur général Weygand (39e DI) ainsi que Paul-Charles Devaux chef du 3e bureau du général de Castelnau.

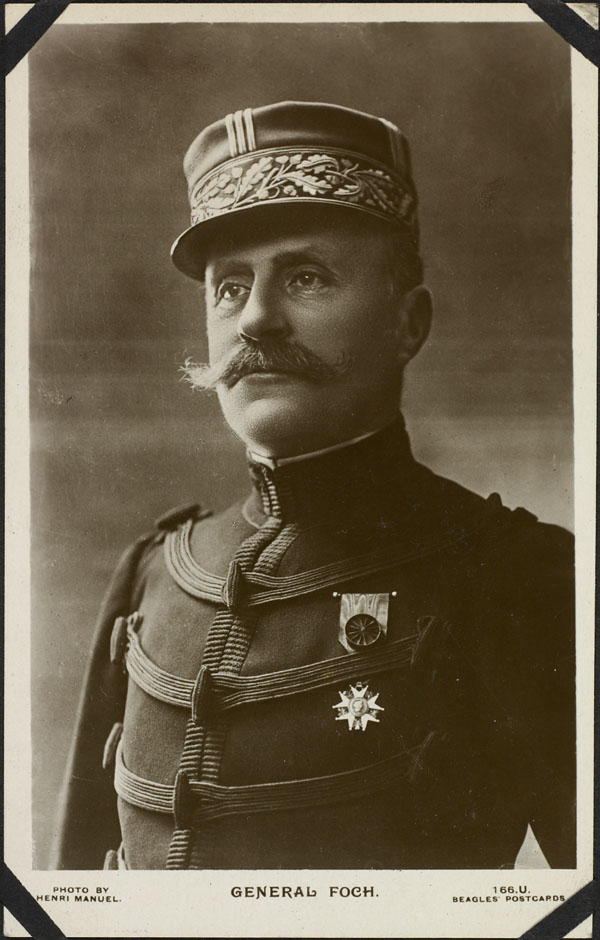
Foch, collection Bibliothèque et Archives Canada.

C'est pour son culte de l'offensive qu'il est choisi pour commander la IXe armée lors de la bataille de la Marne. Il coordonne les armées britannique, française et belge durant la course à la mer. Avec son chef d'état-major, Maxime Weygand, Foch doit gérer la retraite de la Marne, alors qu'il vient à peine d'être nommé à son poste. Il aurait eu alors ces mots restés célèbres : « Pressé fortement sur ma droite, mon centre cède, impossible de me mouvoir, situation excellente, j'attaque. ». Sa contre-attaque est la mise en pratique d'idées qu'il avait développées en tant qu'enseignant, elle lui permet de mettre un terme à l'offensive de l'armée allemande. Ce succès lui vaut une nouvelle promotion et le 4 octobre 1914, il est nommé commandant en chef — adjoint de la zone nord, avec le général Joffre. Le 13 octobre, les Allemands lancent une nouvelle offensive, contenue au prix de pertes très lourdes ; situation qui se reproduit à nouveau lors de la première bataille d'Ypres. À chaque fois, Foch parvient à sortir les troupes françaises de situations très difficiles.
À l'origine de la bataille de l'Artois en 1915 (192 000 morts ou blessés français) et de celle de la Somme en 1916 (204 253 pertes françaises), il tombe en disgrâce provisoire, conséquence de sanglants échecs. En décembre 1916, le général Joffre le relève du commandement du groupe d'armées du Nord (GAN), sa doctrine de l'offensive à outrance ayant engendré de lourdes pertes à l'armée française. Lucien Lacaze, ministre de la Marine et par intérim de l'Armée, le réconforte : « au moment où l'état de votre santé vous oblige à abandonner provisoirement un commandement actif, le gouvernement tient à témoigner, une fois de plus par la plus haute des distinctions militaires (médaille militaire) la reconnaissance du pays ». Joffre est lui-même limogé quelques jours plus tard.
La disgrâce de Foch est de durée relative, car le général Lyautey, nouveau ministre de la Guerre, lui fait obtenir, le 18 janvier 1917, le commandement provisoire du groupe d'armées de l'Est (GAE) (basé à Senlis), tandis que le général de Castelnau est en tournée en Russie. Il lui est également confié la tâche de réfléchir à l'éventualité d'une violation de la neutralité de la Suisse.
En mai 1917, alors que le général Pétain remplace le général Nivelle au commandement en chef des forces françaises, Foch revient au premier plan en étant nommé « chef d'état-major général » où il a notamment un rôle de conseiller technique du gouvernement dans les conférences interalliées.
Le 22 août 1917, se tient la première séance de la commission d'enquête « chargée d'étudier les conditions dans lesquelles s'est effectuée l'offensive de l'Aisne du 16 au 23 avril 1917 et de déterminer les responsabilités des généraux qui ont exercé un commandement dans cette offensive ». C'est une mission délicate : « qu'il condamne et il sera accusé par les militaires d'ignorance… qu'il excuse, et il lui sera reproché par les politiques indulgence et esprit de clan ». La commission préfère faire muter le général Nivelle, et remplacer Mazel et Mangin. Leurs postes respectifs sont occupés par Pétain, Micheler et Maistre.
Foch est ensuite envoyé en Italie pour rétablir la situation après le désastre de la bataille de Caporetto. Le 27 octobre, deux divisions françaises, deux divisions britanniques, de l'artillerie lourde et un quartier général sont dirigés vers l'Italie. Le 28 octobre 1917, le général Duchêne commande sur place une aide franco-britannique sur le front italien. Foch arrive le 29 à Trévise. Il reste en poste de nombreux mois.

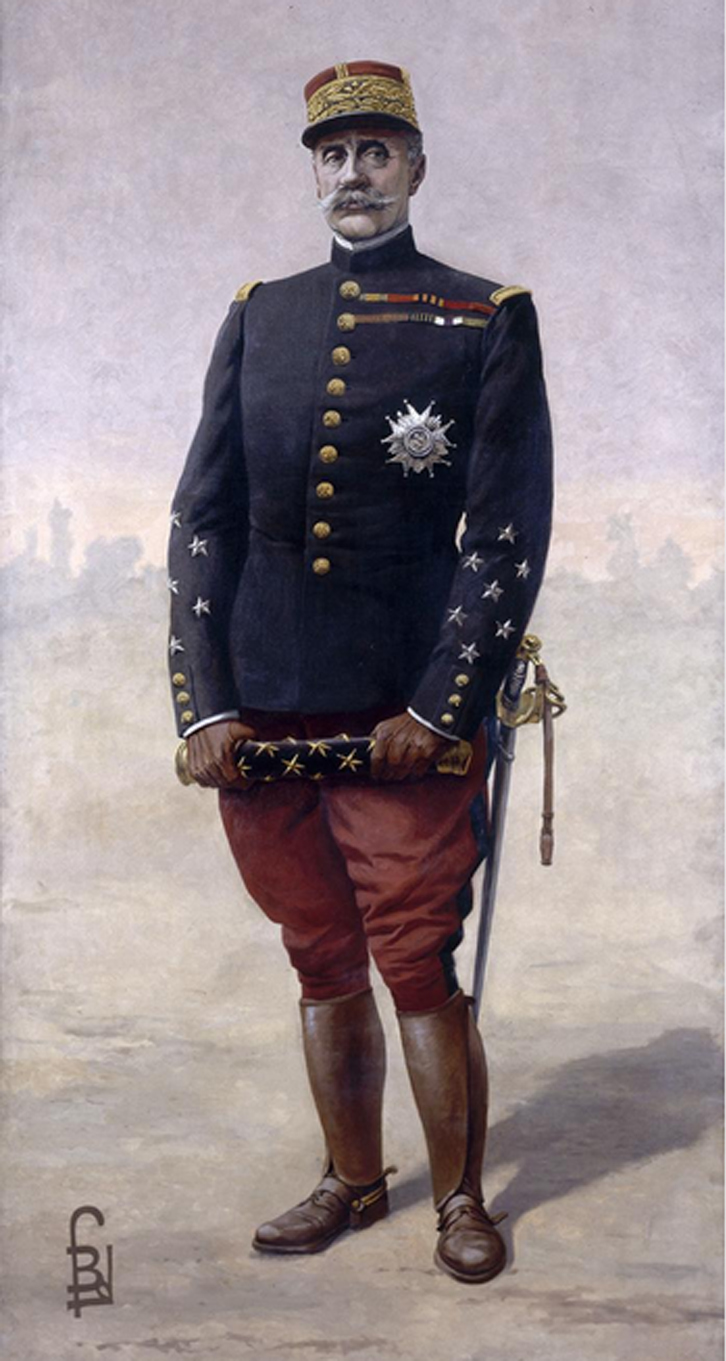
Le maréchal Foch par Louis Bombled, 1920.

Le 7 novembre, le Conseil suprême de Guerre, où chaque pays est représenté par le chef de son gouvernement et un membre de celui-ci, est instauré « en vue d'assurer une meilleure coordination de l'action militaire sur le front occidental [… et] de veiller à la conduite générale de la guerre. » Ce conseil a son siège à Versailles.
Le 26 mars 1918, à Doullens, « le général Foch est chargé par les gouvernements britannique et français de coordonner l'action des armées alliées sur le front de l'Ouest ». Le président du Conseil Georges Clemenceau justifie ensuite ce choix : « Je me suis dit : essayons Foch ! Au moins, nous mourrons le fusil à la main ! J'ai laissé cet homme sensé, plein de raison qu'était Pétain ; j'ai adopté ce fou qu'était Foch. C'est le fou qui nous a tirés de là ! ».
À Beauvais, le 3 avril, il obtient la « direction stratégique » des opérations militaires. Le 14 il reçoit officiellement le titre de « général en chef des armées alliées en France » ou généralissime.
Le 2 mai, la deuxième conférence d'Abbeville étend les pouvoirs de Foch au-delà des Alpes. Foch a désormais la charge de coordonner l'action des Alliés sur tout le front occidental depuis la mer du Nord jusqu'à l'Adriatique.
Bien que surpris par l'offensive allemande au Chemin des Dames, il parvient à bloquer les dernières offensives allemandes de l'année 1918.
Le 22 juin, le Comité de guerre retire au commandant en chef des armées françaises en titre, le général Pétain, son droit d'en appeler au gouvernement en cas de désaccord avec le général Foch, commandant en chef des armées alliées. Les refus de Pétain d'appliquer les directives de Foch mettaient en péril l'action militaire des alliés et les relations avec la Grande-Bretagne. Foch cumule désormais les fonctions de commandant en chef des armées françaises et alliées.
Le 18 juillet, coupant court à une offensive allemande apparemment victorieuse en Champagne, il lance les chars de Mangin à l'attaque dans la forêt de Villers-Cotterêts. La surprise est totale. Menacés d'encerclement, les Allemands battent en retraite dans une grande confusion (2e bataille de la Marne). C'est le tournant de la guerre car le ressort allemand est désormais cassé et l'ennemi ne cessera de reculer à partir de cette date.
Par décret du 7 août 1918, Foch est élevé à la dignité de maréchal de France, et c'est avec cette distinction qu'il planifie et mène l'offensive générale qui va forcer l'Allemagne à demander et signer l'armistice, le 11 novembre 1918. Il est ainsi le seul maréchal de France de la Grande Guerre à recevoir cette distinction en exercice avant l'armistice, le maréchal Joffre, maréchal depuis 1916, l'ayant reçue après sa mise à l'écart.
Il préside la délégation alliée qui reçoit les plénipotentiaires allemands et signe l'armistice de 1918 conclu dans la clairière de Rethondes. Le jour même de l'armistice, il est nommé à l'Académie des sciences, et dix jours plus tard il est élu à l'Académie française, au fauteuil no 18. Il a également été membre de l'académie de Stanislas.
Après la guerre, il est élevé à la dignité de maréchal du Royaume-Uni en 1919, puis à celle de maréchal de Pologne en 1923.
Le maréchal Foch est devenu membre de l'ordre de laïcs catholiques des chevaliers de Colomb en 1921. Son bâton de maréchal (aujourd’hui au musée de l’Armée) lui est offert par James Flaherty (en) alors chevalier suprême de l'ordre.

### La conférence de paix de Paris
Dès janvier 1919, une conférence internationale réunit à Paris les États vainqueurs pour préparer les traités de paix, sans la présence de représentants des pays vaincus. La France, les États-Unis et l'Angleterre supervisent la conférence de la paix.
Le traité de Versailles (signé le 28 juin 1919) stipule que l'Allemagne perdra un septième de son territoire ainsi que ses colonies, devra payer des indemnités de guerre et devra reconnaître sa responsabilité dans la guerre (article 231 du traité). Foch déclare alors : « ce n'est pas une paix, c'est un armistice de vingt ans ».

### Appréciations de la pensée et des actions de Foch
À la parution en librairie du Mémorial de Foch, Clemenceau a sur lui ce mot : « Il se prend pour Napoléon [...] Il y a du César dans le maréchal. Enfin, un César passé par l'École de guerre. »
Il a été un adepte de l’offensive à outrance en s’inspirant de Clausewitz et de Napoléon Ier. Ses idées ont eu une grande influence sur les officiers français en 1914. On lui a reproché par la suite un aveuglement envers les nouvelles armes (l’aviation, les chars…) et son refus d’une dernière offensive en Lorraine en 1918  afin d'être en position de force lors des négociations secrètes de l'armistice.

### Après-guerre

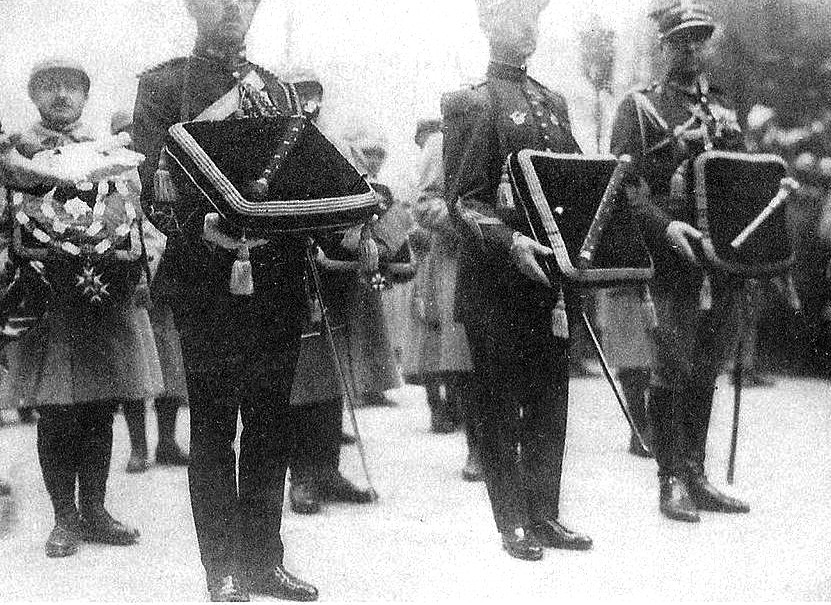
Les décorations du maréchal Foch présentées à ses funérailles : son collier de grand croix de l’ordre du Bain et ses trois bâtons de maréchal (Royaume-Uni, France et Pologne).

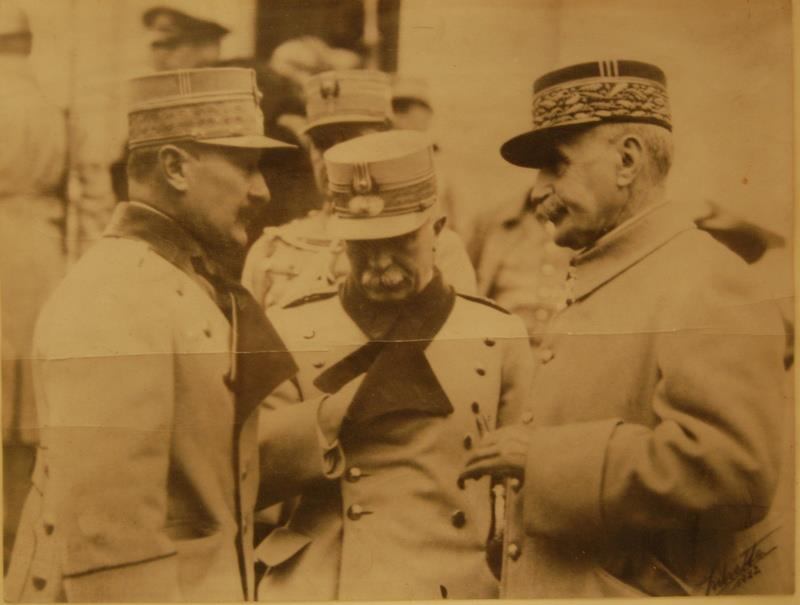
Le général Iacob Zadik (à gauche) avec le maréchal Foch à Bucarest, vers 1922.

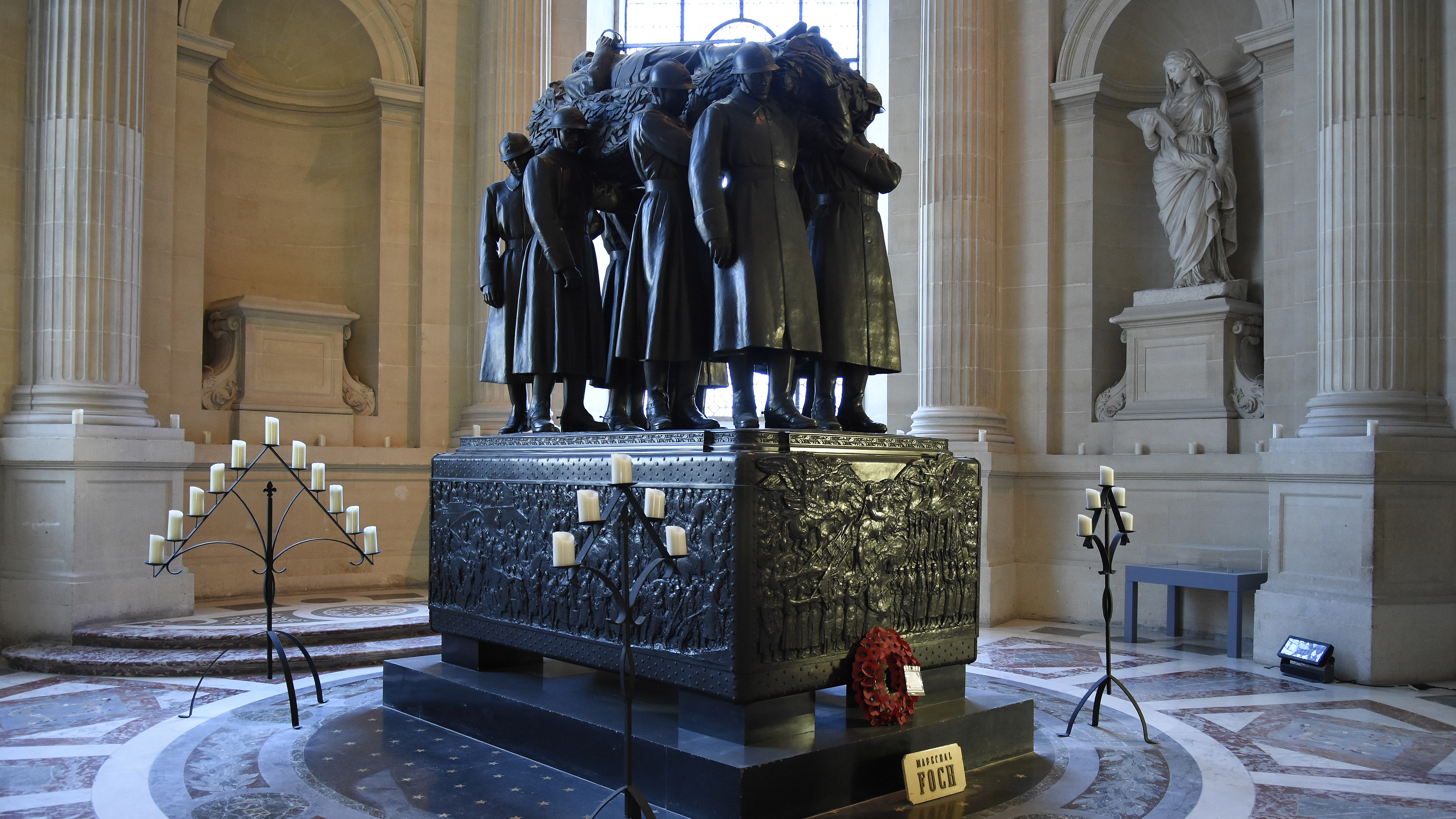
Tombe du maréchal Foch, hôtel des Invalides, chapelle st-Ambroise.

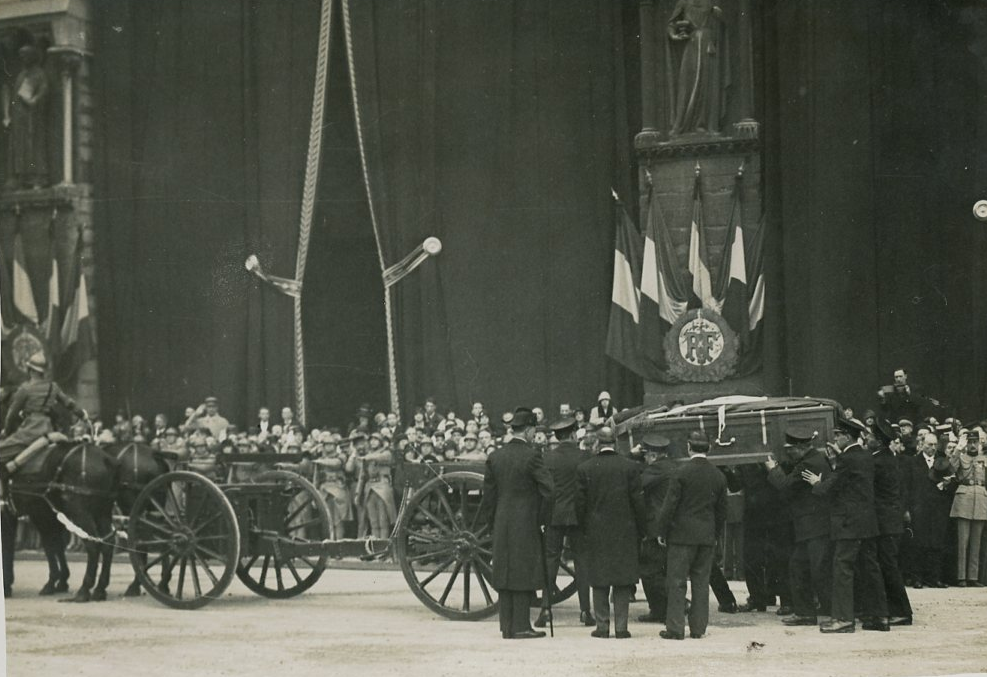
Funérailles de Foch en la cathédrale Notre-Dame de Paris.

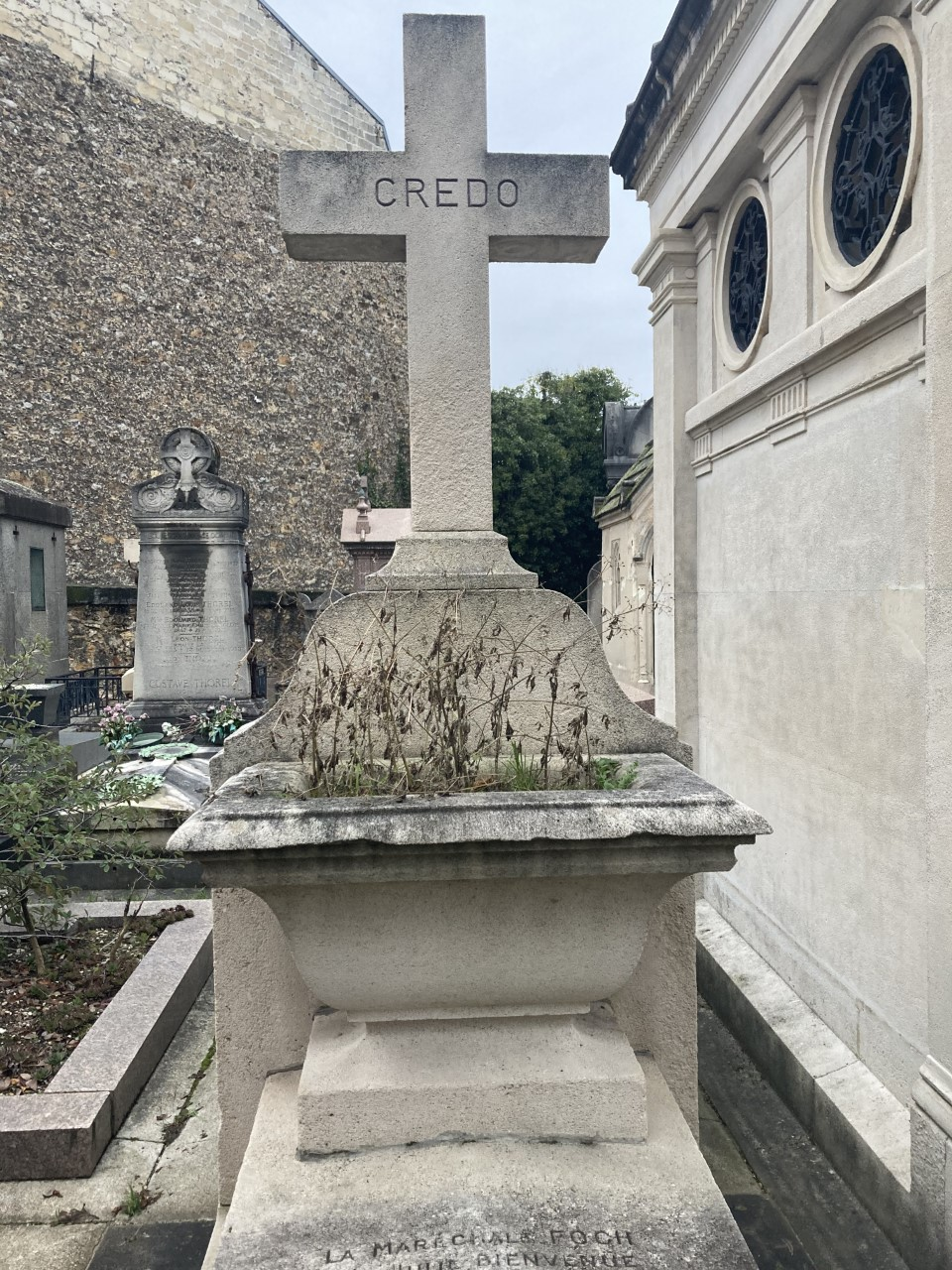
Sépulture de la maréchale Foch et de sa famille.

En 1919, il devient le président du Conseil supérieur de la guerre. La même année, l'hôtel de Noirmoutier, au 138, rue de Grenelle à Paris, lui est attribué.
À partir de 1927, sa santé décline. Il limite ses sorties et les réceptions. Le 20 mars 1929 à six heures moins le quart dans sa résidence de l'hôtel de Noirmoutier, alors qu'il se repose dans son fauteuil, sa fille, Mme Becourt, et l'interne Jean Falaize lui rappellent qu'il est temps de regagner le lit. Le maréchal lance son interjection favorite « Allons-y » (interjection caractéristique de son langage fier et énergique qui l'a rendu fameux dans les états-majors), se lève et s'effondre. Il meurt sans agonie d'une foudroyante syncope cardiaque.
Des obsèques nationales ont lieu le 26 mars 1929.
Le maréchal Foch repose depuis 1937 sous le dôme des Invalides à Paris parmi les grands maréchaux de France qui ont servi la nation. Son tombeau est l’œuvre de Paul Landowski, sculpteur officiel de l’entre-deux-guerres et membre de l’Académie des beaux-arts.
La parution posthume du Mémorial de Foch interpelle Clemenceau et lui fait rédiger « par goût de la vérité et, plus encore, de l'équité et de la justice », à 88 ans et en sept mois, Grandeurs et misères d'une victoire, son ultime ouvrage, édité également de manière posthume (avril 1930).

## Mariage et descendance
Le 5 novembre 1883, Foch épouse à l'église Saint-Michel de Saint-Brieuc (Côtes-d'Armor) Julie Bienvenüe (1860-1950), une petite-cousine de Fulgence Bienvenüe, créateur du métro de Paris. Le couple a ensuite quatre enfants :
- Marie Foch (1885-1972), épouse de Paul Bécourt, capitaine au 26e bataillon de chasseurs (mort pour la France le 22 août 1914) à Joppécourt[38] (Meurthe-et-Moselle) et postérité dont Jean Bécourt-Foch (1911-1944), compagnon de la Libération ;
- Anne Foch (1887-1981), épouse du colonel Alex Fournier (1879-1929), postérité ; Henry Fournier-Foch, colonel (1912-2006) ;
- Eugène Jules Germain Foch (né le 19 juin 1888 à Montpellier où il est mort quelques jours plus tard, le 30 juin) ;
- Germain Jules Louis Foch (23 décembre 1889 à Montpellier - 22 août 1914), aspirant au 131e régiment d'infanterie, mort pour la France à Ville-Houdlémont (Meurthe-et-Moselle)[39].

Le général Foch vit une tragédie car il perd son fils et son gendre, « tués à l'ennemi » le même jour, moins de trois semaines après le début du conflit. Son épouse, ses filles Marie et Anne, son gendre le colonel Fournier et trois petits-enfants sont enterrés au cimetière de Passy, 15e division.

## Grades successifs

### Grades
- 30 septembre 1878 : capitaine
- 1898 : lieutenant-colonel
- 1903 : colonel
- 20 juin 1907 : général de brigade
- 21 septembre 1911 : général de division
- 1913 : général commandant de corps d'armée
- 30 septembre 1916 : maintenu en activité sans limite d'âge

## Distinctions et honneurs

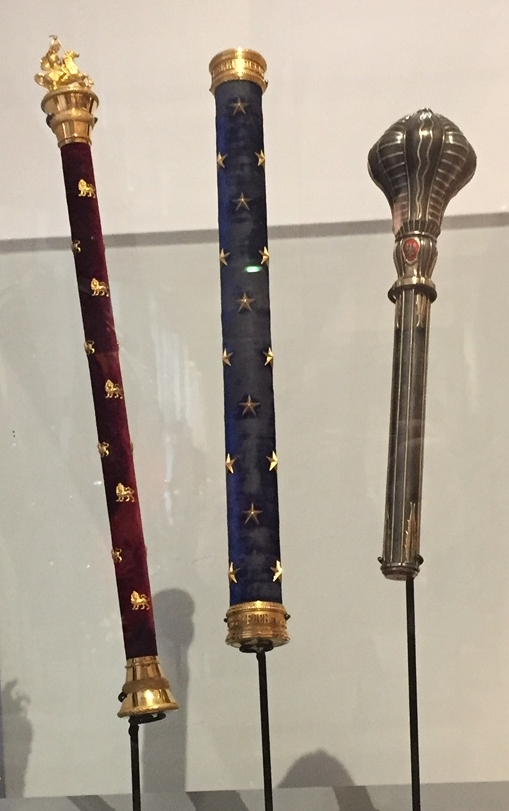
Les trois bâtons de maréchal de Ferdinand Foch, de gauche a droite : maréchal de Grande Bretagne, maréchal de France et maréchal de Pologne. Collections du musée de l'Armée

### Décorations nationales
- Médaille militaire (21 décembre 1916)

(Nota : la médaille militaire se porte en avant la LH pour les officiers généraux ayant commandé au front, attention selon La Grande Chancellerie aucun texte officiel n'existe et il s'agit d'une simple habitude)
- Grand-croix de la Légion d'honneur (8 octobre 1915)
  -  Grand officier de la Légion d'honneur (18 septembre 1914)
  -  Commandeur de la Légion d'honneur (31 décembre 1913)
  -  Officier de la Légion d'honneur (11 juillet 1908)
  -  Chevalier de la Légion d'honneur (9 juillet 1892)
- Croix de guerre 1914-1918
- Médaille commémorative de la guerre 1870-1871
- Officier de l'Instruction publique

### Décorations étrangères

#### Belgique
- Grand-cordon de l'ordre de Léopold

#### États-Unis
- Army Distinguished Service Medal

#### Protectorat français au Maroc(décoration coloniale)
- Grand cordon de l'ordre du Ouissam alaouite

#### Pologne
- Chevalier de l'ordre de l'Aigle blanc
- Grand-croix de l'ordre de Virtuti Militari

#### Lettonie
- Troisième classe de l'Ordre de Lāčplēsis

#### Royaume-Uni
- Ordre du Bain
- Ordre du Service distingué

### Dignité et distinctions
- Maréchal de France le 6 août 1918
- Field marshal britannique le 19 juillet 1919
- Colonel (le premier) du Royal 22e Régiment le 25 mars 1921
- Maréchal de Pologne le 13 avril 1923 (Marszałek Polski en français)

### Honneurs
Il a reçu le titre de docteur honoris causa de l'université Jagellonne en 1918.

## Hommages
- Foch pyrénéen, par Pierre Dumas, éditions Édouard Privat, 1929, Toulouse.
- Dagnan-Bouveret fit de Foch un portrait qui fut exposé au Salon des artistes français et est à l'exposition « Les Maréchaux de France » au palais de la Légion d'honneur à Paris en 1922 (reproduit h.t. dans l'article d'Albéric Cahuet dans L'Illustration no 4132 du 13/05/1922 - arch.pers.).

### Désignations

#### Noms de navire
Son nom fut donné à deux navires de la marine française :
- le croiseur Foch, lancé en 1931 et coulé lors du sabordage de la flotte française à Toulon en 1942 ;
- le porte-avions Foch (R 99), mis en service en 1960 et qui fut rebaptisé São Paulo après sa vente au Brésil en 2000 ;

ainsi qu'à un paquebot de la Compagnie Fraissinet inauguré en 1951.

#### Noms de voies et de lieux

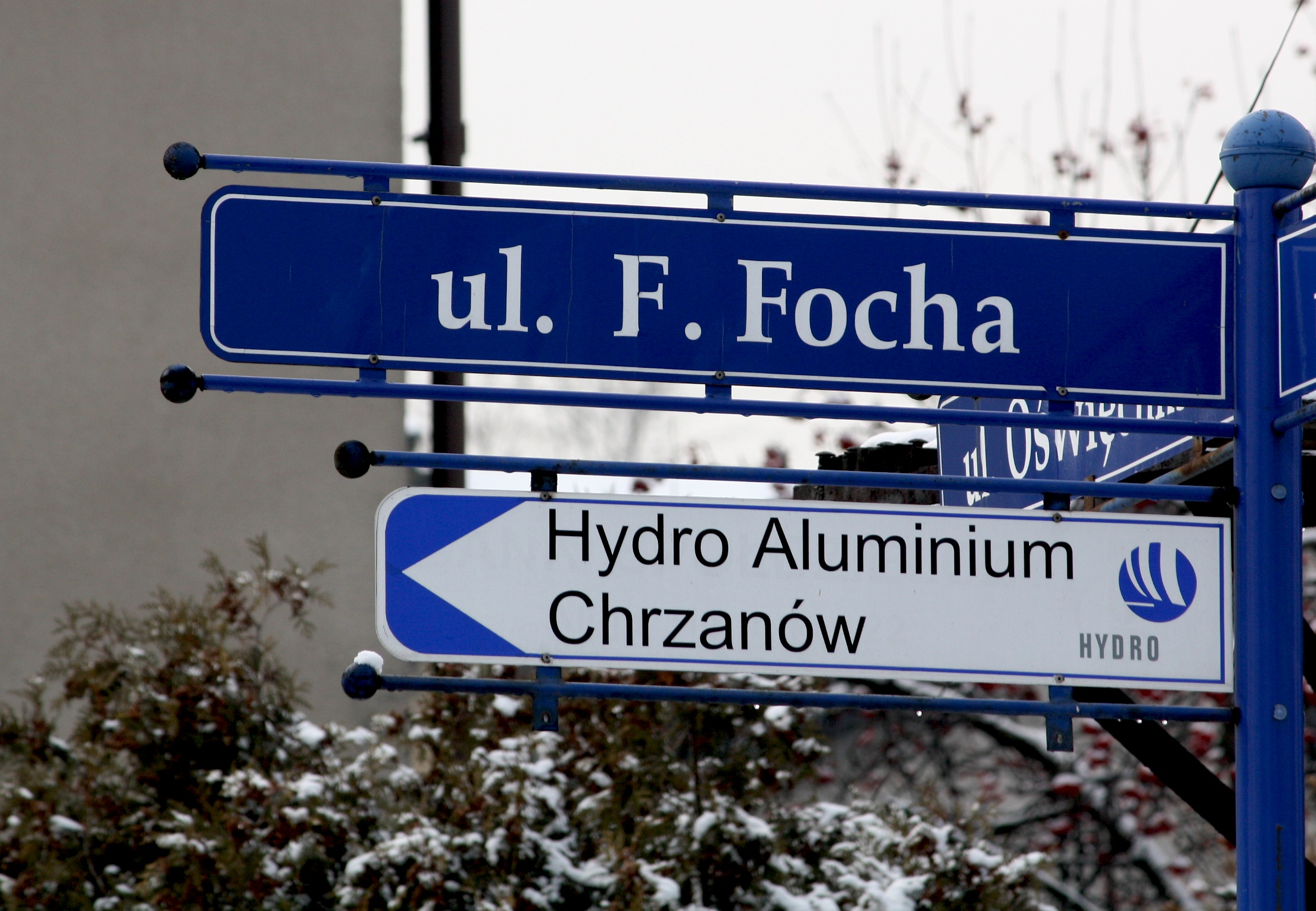
La rue Ferdinand-Foch de Chrzanów en Pologne.

De prestigieuses voies de différentes villes françaises ou de pays alliés de la France durant la Première Guerre mondiale mais aussi d'autres lieux furent nommés d'après le maréchal Foch :

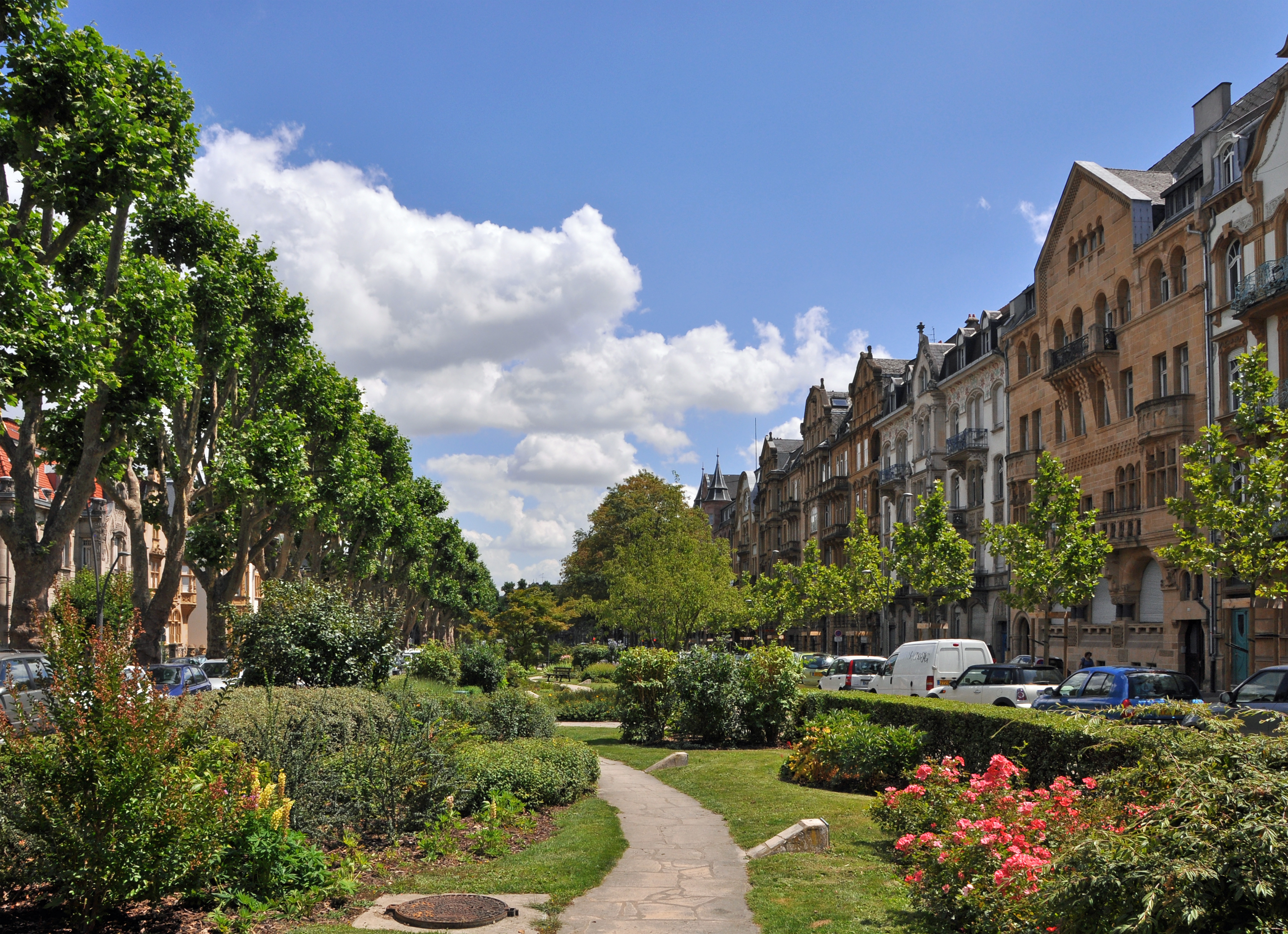
À Metz, l'ancien Kaiser-Wilhelm Ring devenu l'avenue Foch.

##### en France
de très nombreux lieux, voies de circulation et bâtiments portent son nom notamment à :
- Metz, en lieu et place du Kaiser-Wilhelm Ring ;
- Nancy, en lieu et place de la rue du Faubourg Saint-Jean ;
- Paris, en lieu et place de l'avenue du Bois ;
- Vincennes, anciennement avenue de Marigny, renommée en 1928, ;
- Le Havre, entre l'hôtel de ville et la Porte Océane ;
- Blois, école primaire Foch.
- Grenoble, boulevard Maréchal-Foch (entre le boulevard Gambetta et le cours Jean-Jaurès)
- Antibes, boulevard Maréchal-Foch (entre le boulevard Maréchal-Leclerc et boulevard Gustave-Chancel)

##### À l'étranger
- l'avenue Foch à Verdun au Québec,
- la rue Foch à Bouira, en Algérie, Avenue Maréchal Foch au 10eme arrondissement à Maison carrée alger algerie
- la cité Foch à Berlin en Allemagne,
- la rue Maréchal-Foch à Sainte-Julie au Canada,
- la rue Maréchal-Foch à Québec au Canada,
- Fochville, une ville d'Afrique du Sud nommée d'après lui en 1920,
- l'avenue Maréchal Foch à Bruxelles en Belgique,
- l'avenue Marszałka Ferdynanda Focha à Bydgoszcz en Pologne,

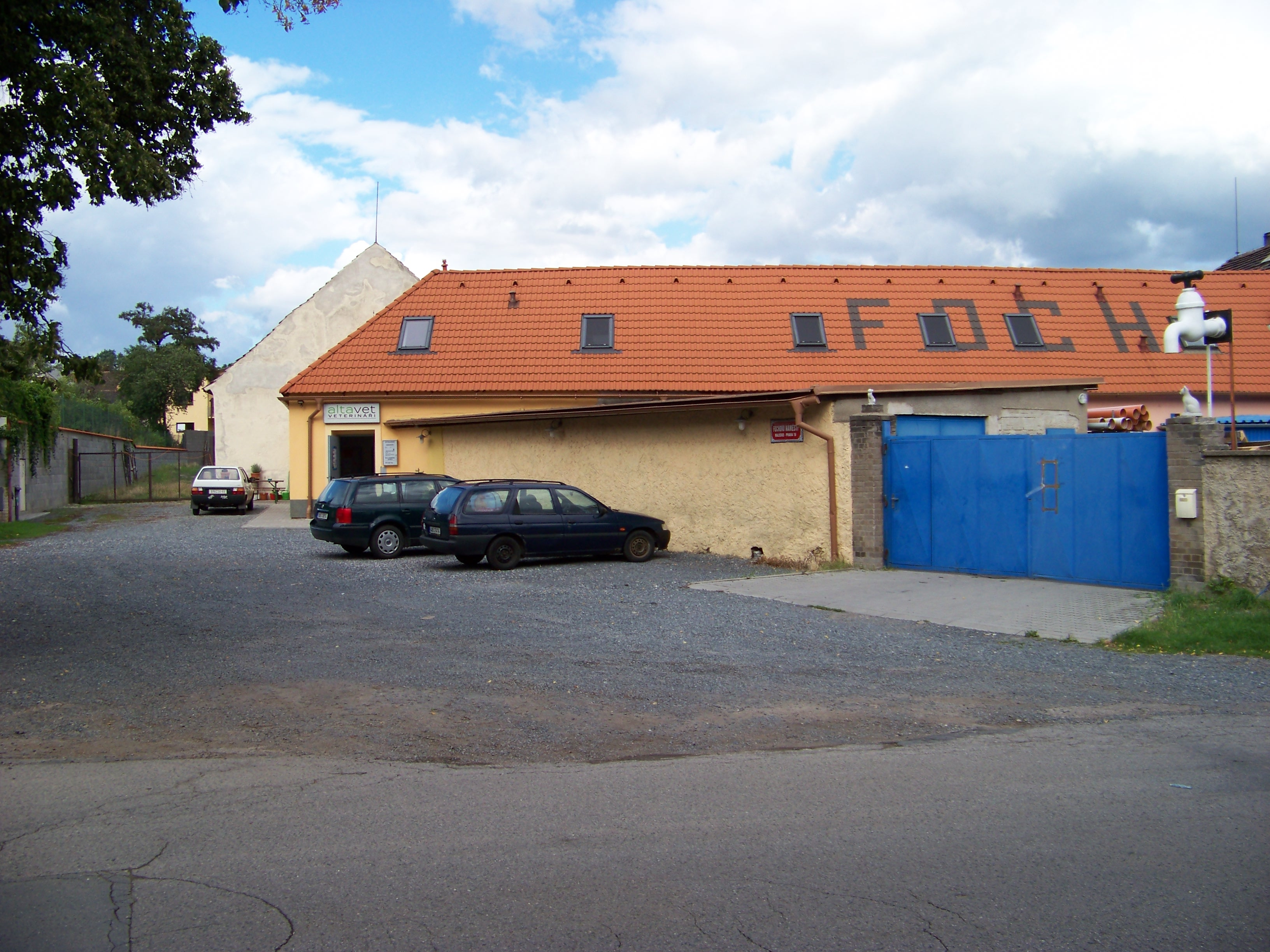
À Prague, la place Foch et une toiture privée commémorative.

- un mont Foch situé près de Calgary au Canada à la limite de l'Alberta et de la Colombie-Britannique,
- le boulevard Maréchal-Foch, à Alger en Algérie,
- la place Foch à Prague en Tchéquie.
- la Plaza Foch à Quito en Équateur,
- l'avenue Maréchal Foch à Mons-Jemappes en Belgique,
- la rue Maréchal Foch à Châtelineau en Belgique,
- la rue Maréchal Foch à Engis en Belgique.
- la rue du Maréchal Foch à Flémalle-Haute en Belgique.
- la ville de Louvain en Belgique avait une place Foch jusqu'en 2012. La place a été renommée 'Rector De Somerplein' car le Conseil communal était contre le fait d'honorer un général qui aurait causé la mort de centaines de milliers de soldats[44].
- L'avenue Marszałka Ferdynanda Focha à Cracovie en Pologne.

#### Iconographie

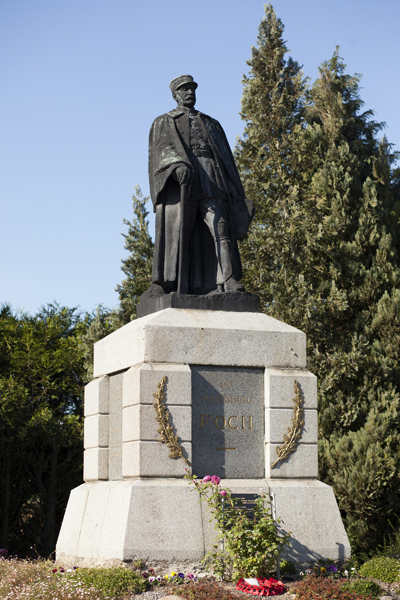
Statue du maréchal Foch à Bouchavesnes-Bergen, dans la Somme.

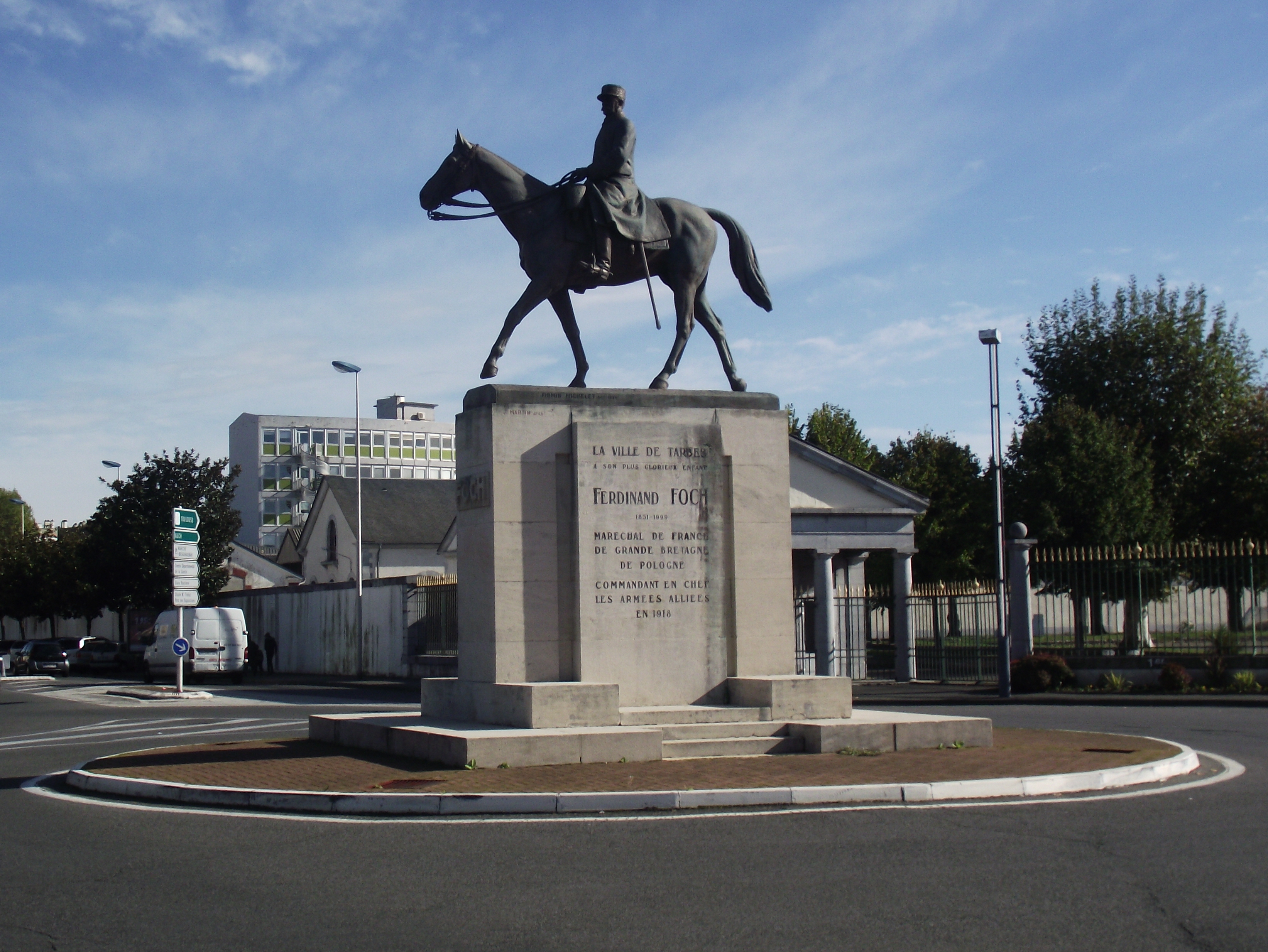
Statue équestre de Ferdinand Foch à Tarbes.

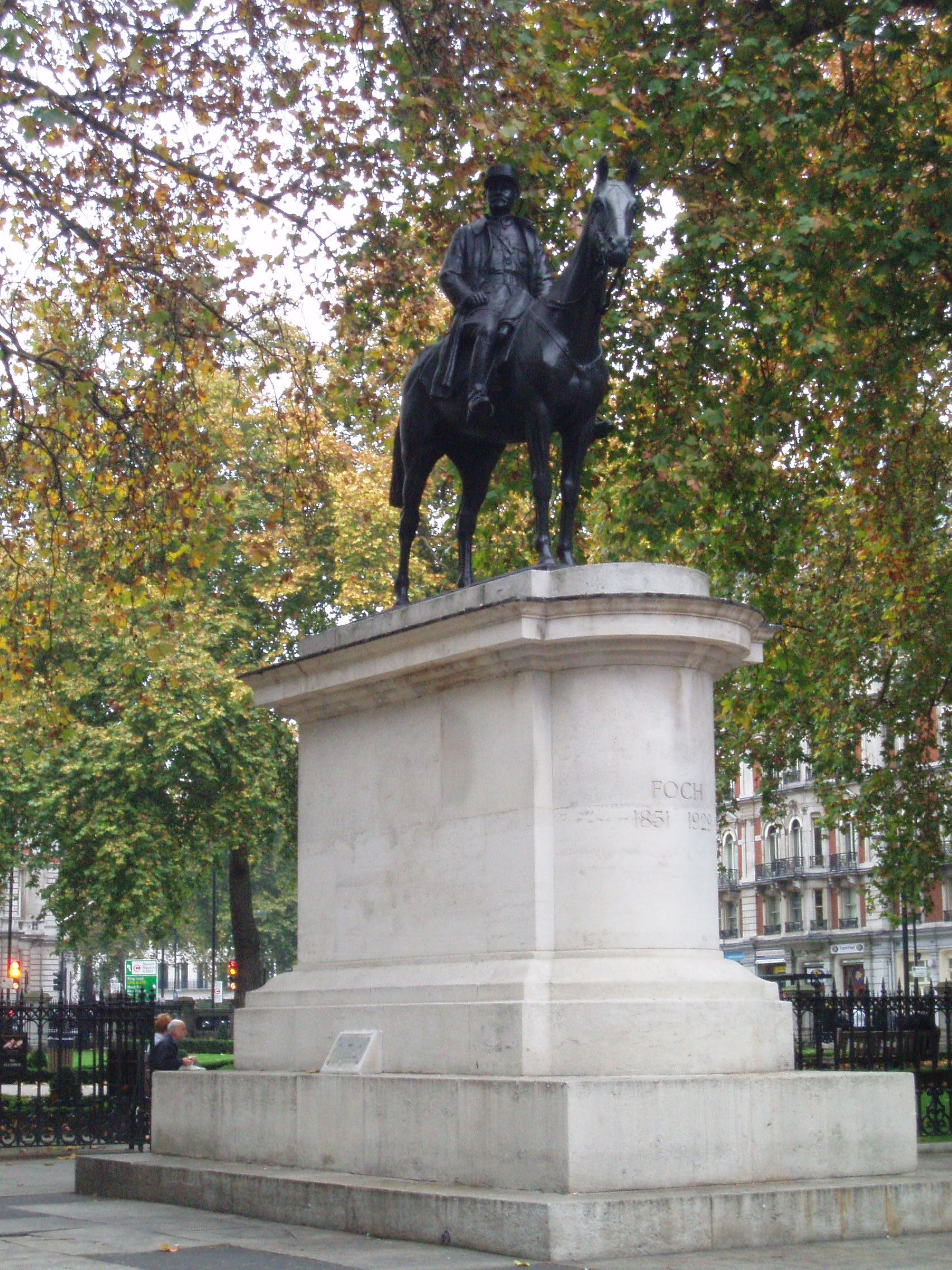
Statue équestre de Foch près de la gare Victoria, à Londres.

De nombreuses statues, souvent équestres, ont été érigées ; des peintures ont également été produites. Une liste non exhaustive en est donnée ci-dessous.
- Le maréchal Foch, peinture par Louis Bombled, 1920.
- Buste du Maréchal Foch  par Victor Ségoffin, 1923.
- Bouchavesnes-Bergen (Somme), statue en pied par Firmin Michelet inauguré par le maréchal Foch lui-même en 1926.
- Cassel, dans le Nord, statue équestre réalisée par Georges Malissard (le socle est l'œuvre d'Edgar Boutry), inaugurée en la présence du maréchal en 1928.
- Compiègne : la clairière de l'Armistice, statue en pied réalisée par Firmin Michelet et érigée en 1937. Durant l'Occupation, Hitler fait dynamiter tous les monuments de la clairière, à l'exception de la statue de Foch, en souhaitant être ironique : il voulait laisser Foch seul, afin qu'il contemple la désolation du lieu ainsi détruit.
- Lille, statue en pied érigée en 1936 dans le square Maréchal Foch, près de la Grand Place, œuvre d'Edgar Boutry
- Londres, près de la gare Victoria, statue équestre œuvre de Georges Malissard, réplique de celle érigée à Cassel, érigée en 1930 à l'initiative du duc de Wesminster et inaugurée par le prince de Galles[45].
- Paris, sur la place du Trocadéro, statue équestre œuvre de Robert Wlérick et de son élève Raymond Martin. Commandée en 1936 et inachevée avant l'Occupation, elle sera achevée par Raymond Martin après la mort de Wlérick en mars 1944 et inaugurée le 11 novembre 1951 par Vincent Auriol.
- Saint-Gaudens (Haute-Garonne) - Monument érigé en 1951 sur l'esplanade, représenté en compagnie des maréchaux Joffre et Gallieni, tous natifs des Pyrénées[46].
- Tarbes, sa ville natale, une statue équestre, réalisée par Firmin Michelet. Installée au bout des actuelles allées Leclerc, elle prit la place de la statue de Larrey qui fut déplacée un peu plus loin. On retrouve également plusieurs bustes de Foch dans des villes du département des Hautes-Pyrénées.
- La Couture, statue équestre sur le terrain de l'architecte-sculpteur-cultivateur Alphonse Wallart[47],[48].

#### Autres hommages
Portent également son nom :
- un cépage de raisin noir, le Maréchal Foch, produit en Amérique du Nord ;
- la Chaire de littérature française Maréchal Foch, chaire universitaire de l'université d'Oxford, créée en 1918 ;
- la 16e promotion du Collège interarmées de Défense[49] ;
- l'hôpital Foch à Suresnes.

Il est l'un des trois de la statue du «monument des trois maréchaux», sur l'esplanade de la Légion-d'Honneur à Saint-Gaudens, décapité dans la nuit du 21 au 22 décembre 2018.

### Tableau dressé par des contemporains
- « Celui-ci [Foch] pouvait expliquer un plan de bataille entièrement par des gestes et quelques exclamations de dessous ses moustaches frémissantes. »[51]
- « Ses phrases sont hachées, incomplètes, dédaigneuses de la correction grammaticale. Il procède par à-coups, néglige les transitions, désigne par « il » la personne à laquelle il songe, sans l'avoir nommée. Sa conversation est donc une série de devinettes. Elle est pleine de trous. C'est alors que la pantomime vient à son secours. »[52]
- Les Américains le vouent aux nues : « Foch est le soldat français typique. En lui résident la foi chrétienne et le courage serein de Bayard sans peur et sans reproche, le travail intellectuel permanent, la volonté et la puissance d'apprendre de Turenne, l'abnégation de Desaix, la générosité, la bravoure et la force du plus brillant des théoriciens militaires, Charles Ardant du Picq. »[53]
- « Il [Foch] surpasse tous les généraux que j'ai connus. C'est un esprit ouvert, quoiqu'un peu systématique. Beaucoup de souplesse et de rondeur méridionales avec les Italiens. »[54]

## Citations
- « La réalité du champ de bataille est que l'on n'y étudie pas : simplement on fait ce que l'on peut pour appliquer ce que l'on sait » (1903)[55].
- « La guerre a été perdue parce que le commandement, le pays n'ont pas voulu la gagner »[22].
- « Les aéroplanes sont des jouets scientifiques intéressants, mais ne présentent pas de valeur militaire » (1911).
- « Il faut travailler, toujours travailler pour nous tenir au courant, car les moyens évoluent, les solutions sont chaque jour différentes. Faire la guerre prochaine avec les procédés de la dernière, quelle utopie ! Il faudra que le chef d’alors improvise des solutions nouvelles. Travaillez… les improvisations géniales sur le champ de bataille ne sont que le résultat des méditations antérieures » (conférence à l'École navale – août 1920).
- « Ce n'est pas une paix, c’est un armistice de vingt ans » (1920).
- « De gouverner, c'est prévoir, on a fait : gouverner, c’est attendre » (Les Cahiers – 1926).
- « J'aime mieux une armée de moutons commandée par un lion qu’une armée de lions commandés par un âne » (Les Cahiers – 1926).
- « Parce qu'un homme sans mémoire est un homme sans vie, un peuple sans mémoire est un peuple sans avenir… ».
- « Mon centre cède, ma droite recule, impossible de me mouvoir, situation excellente, j'attaque » (première bataille de la Marne - 8 septembre 1914)[56].
- « Les peuples cessent de vivre quand ils cessent de se souvenir ».
- « Une assemblée pour décider doit avoir un nombre impair, mais trois, c'est déjà trop ».
- « Il n'y a pas d'hommes cultivés, il n'y a que des hommes qui se cultivent ».

En outre, Foch est très pieux. Il prie souvent, s'en remet à la Vierge Marie :
- « Maintes fois je me suis vu pris. Alors je m'accrochais à Elle, comme un enfant de deux ans s'accroche à sa mère. Je lui demandais l'inspiration. Elle nous a toujours sauvés. »[57] ;
- « J'ai prié le Sacré-Cœur, je l'ai prié chaque jour surtout pendant le mois de juin, comme j'ai prié la Sainte Vierge, comme j'ai prié le Saint Esprit, que j'invoque tous les jours, comme j'ai prié sainte Anne, et tous les saints du Paradis, y compris leur maître à tous. »[58].

## Publications
- Dans La Revue de la cavalerie un article sur l'artillerie de la division de cavalerie au combat, un autre sur Mitrailleuse ou canon, une conférence sur L'Attaque décisive
- Les Principes de la guerre. Conférences faites à l'École supérieure de guerre, Berger-Levrault, (1903)
- Ferdinand Foch, Des principes de la guerre, Paris, Economica, (2007), 317 p. (ISBN 978-2-7178-5480-0) (réédition)
- La Conduite de la guerre, Berger-Levrault, (1905)
- Mémoires pour servir à l'histoire de la guerre de 1914-1918, Plon, (1931), T.I sur Gallica,T.II sur Gallica.

Les papiers personnels de Ferdinand Foch sont conservés aux Archives nationales sous la cote 414AP.

## Galerie de photographies

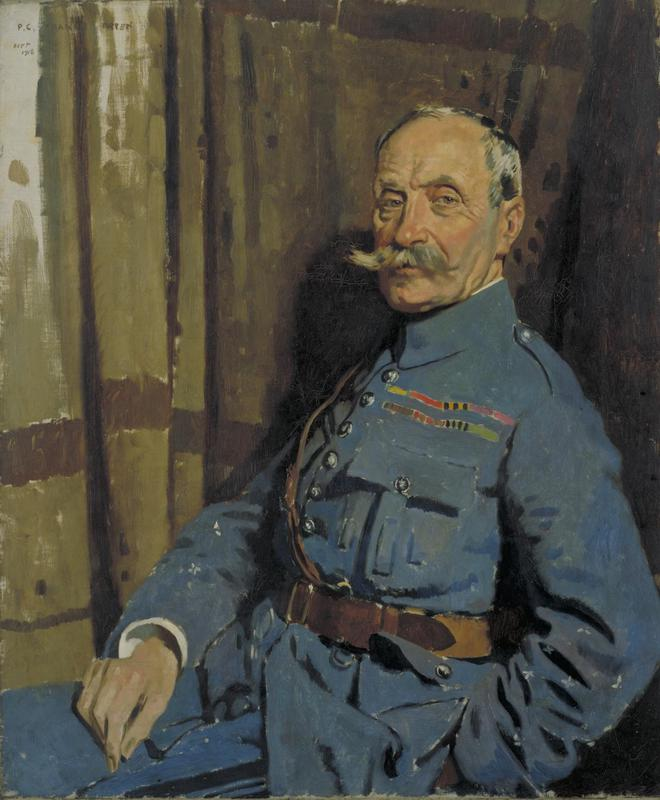
Portrait du maréchal Foch en 1918
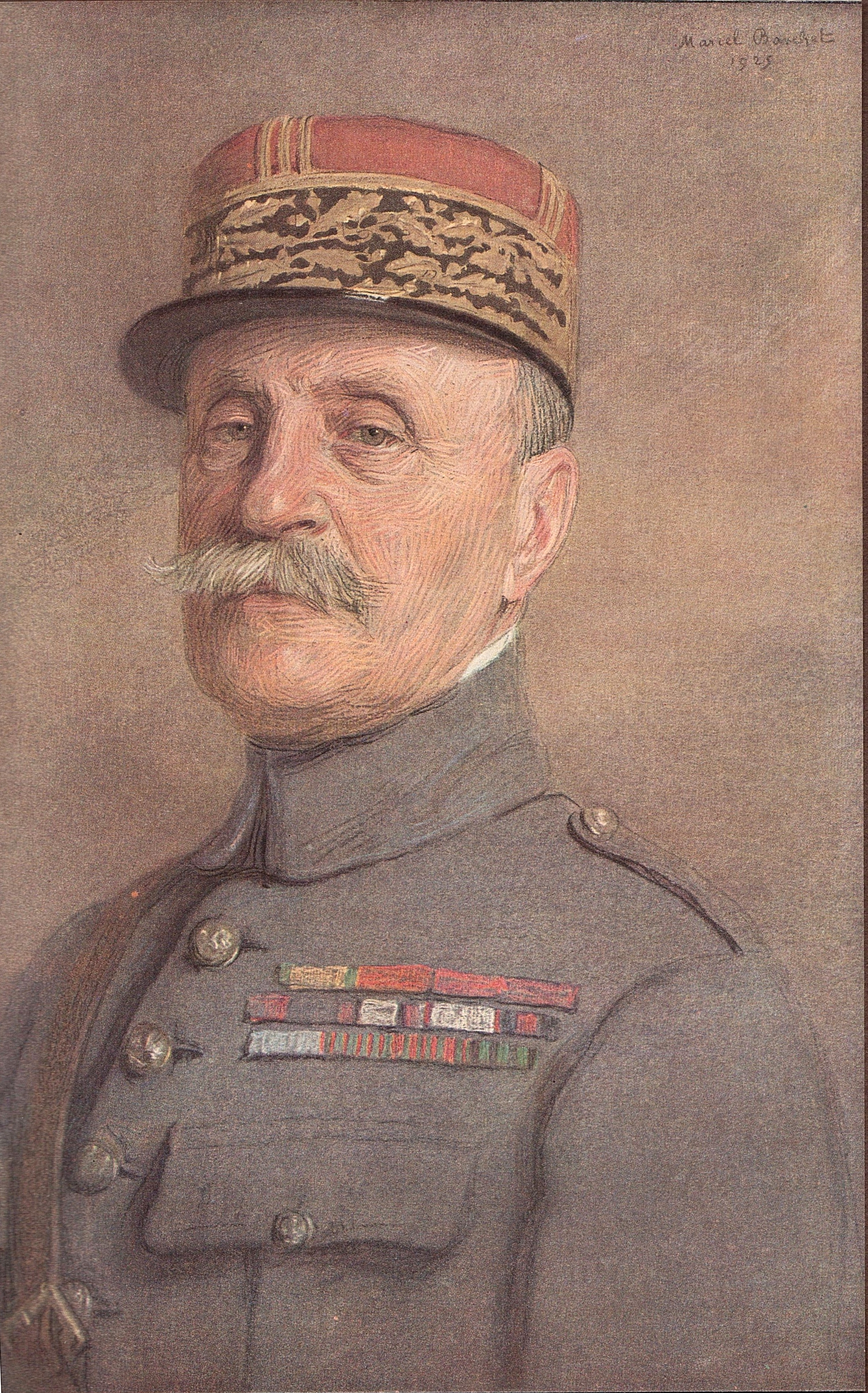
Portrait du maréchal Foch en 1925
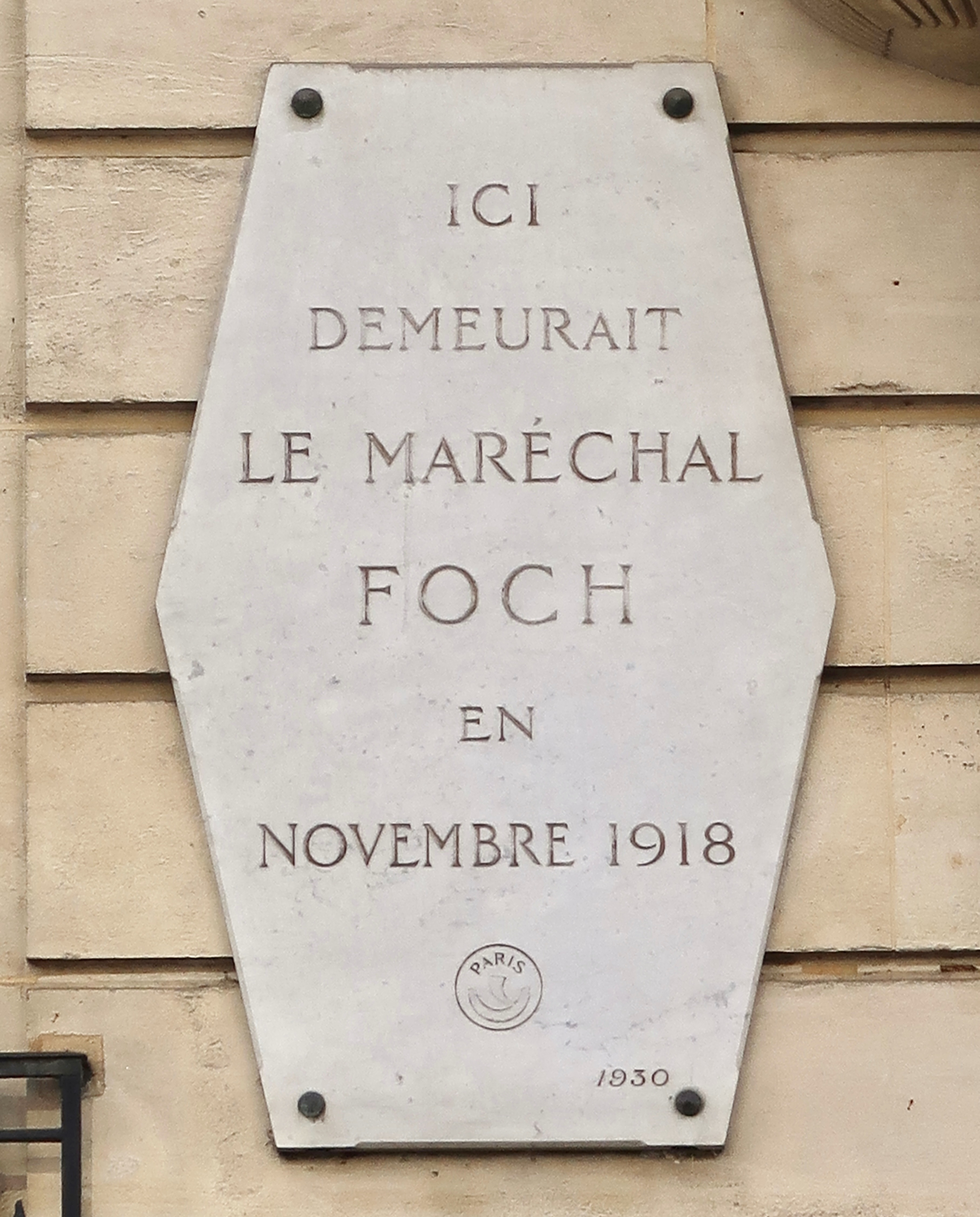
Plaque 52 avenue de Saxe (Paris), où il résida en novembre 1918.
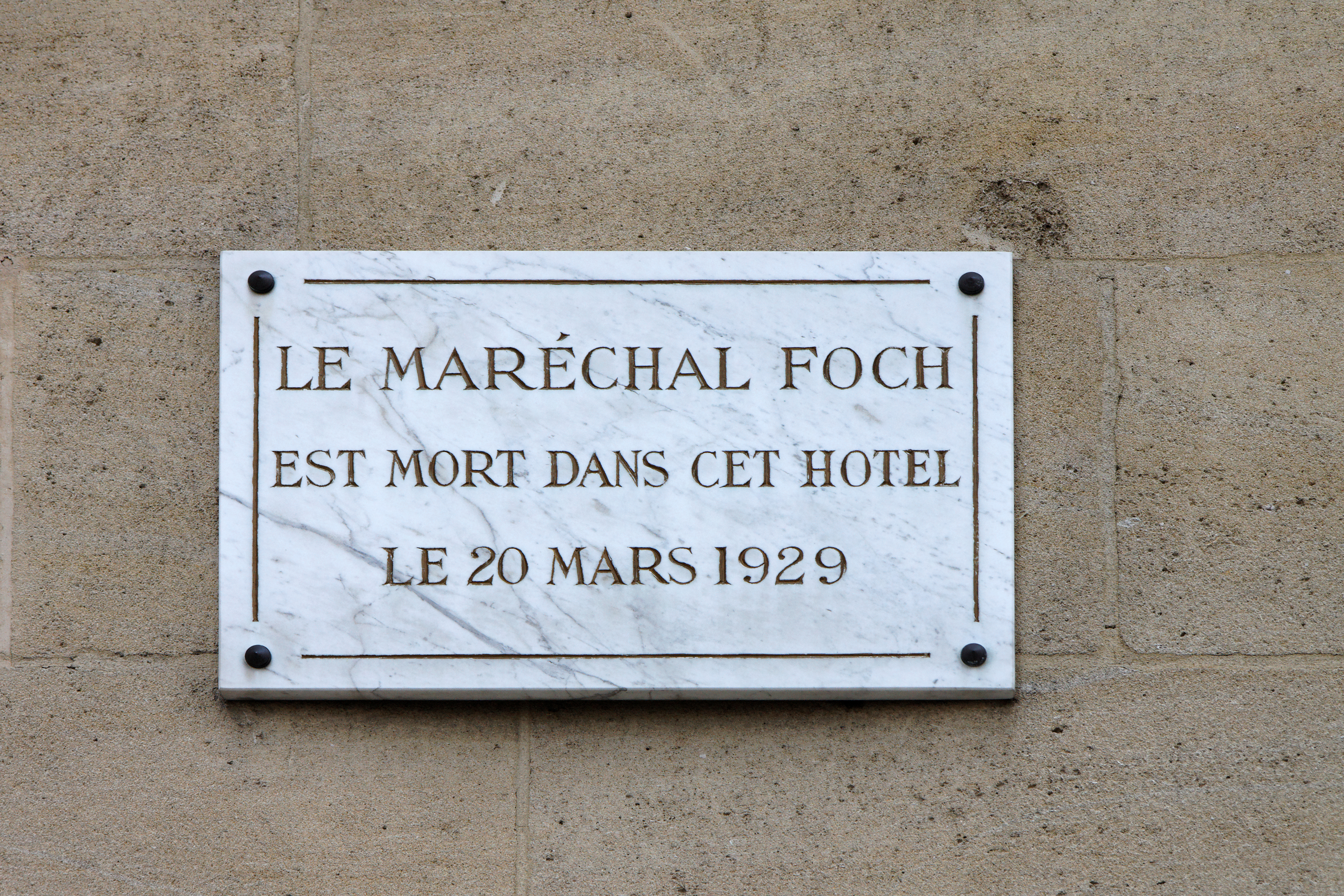
Plaque sur le 138, rue de Grenelle à Paris où le maréchal Foch mourut.
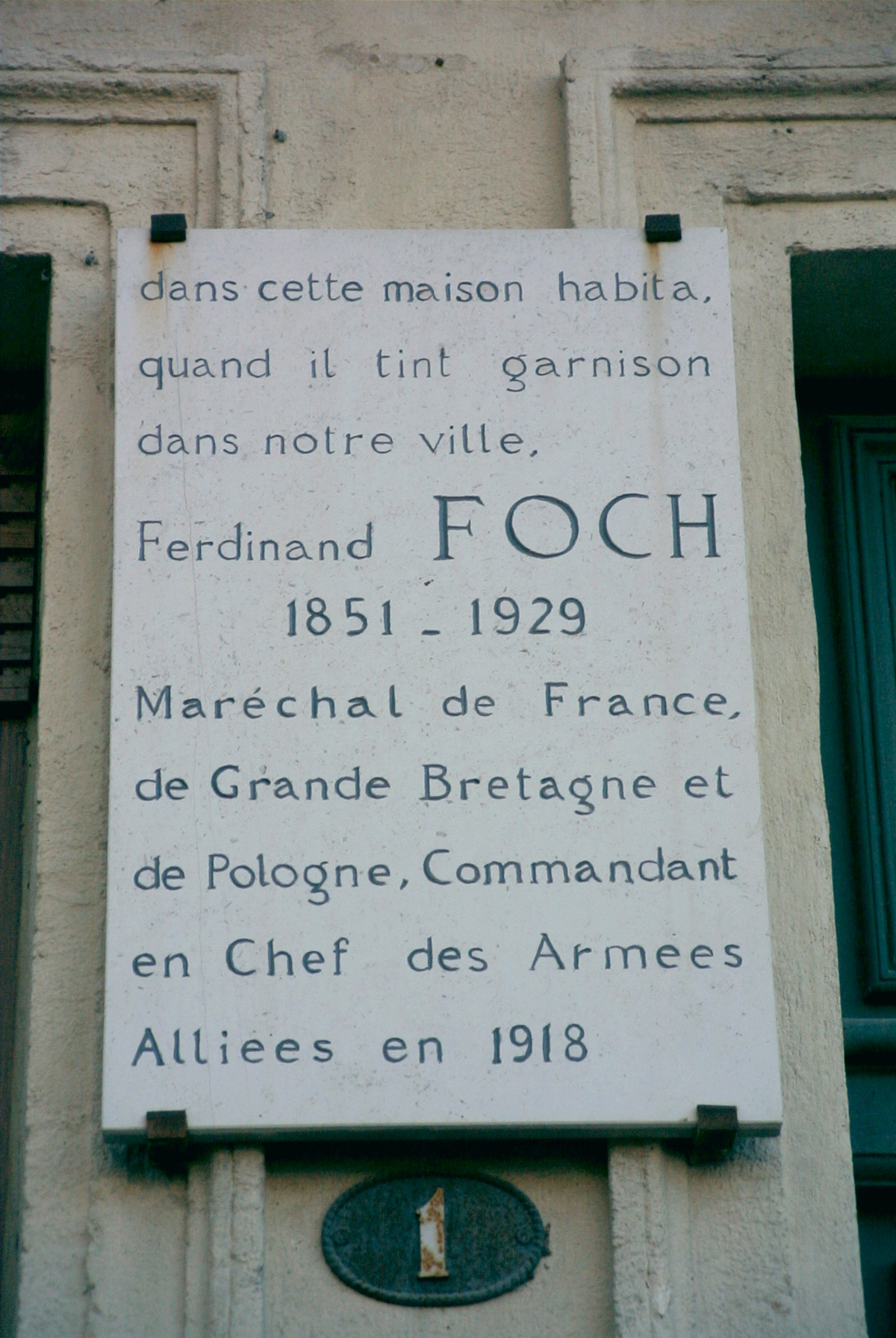
Plaque apposée au no 1 de la rue Sainte-Croix à Montpellier.
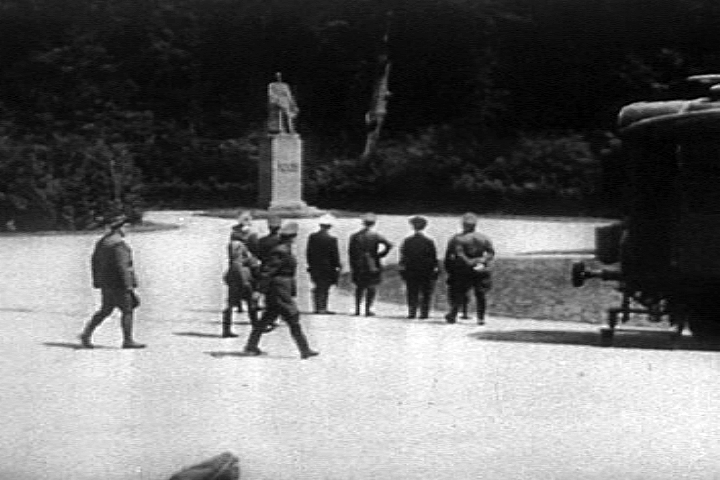
Regardant la statue du maréchal Foch, le 21 juin 1940, Hitler (la main au côté), accompagné de hauts dignitaires nazis et de ses généraux, avant le début des négociations de l’armistice, signé le lendemain en son absence.
Blason de Foch : D'or à deux palmes posées en sautoir de sinople, nouées en pointe de gueules, accompagnées en cœur d'un écusson de gueules chargé de trois épées hautes d'argent, montées d'or, posées deux en sautoir, une en pal et chargées d'un globe, cerclé et croiseté d'or ; au chef d'azur chargé de sept étoiles d'or ordonnées 2, 3 et 2.